# Міднення

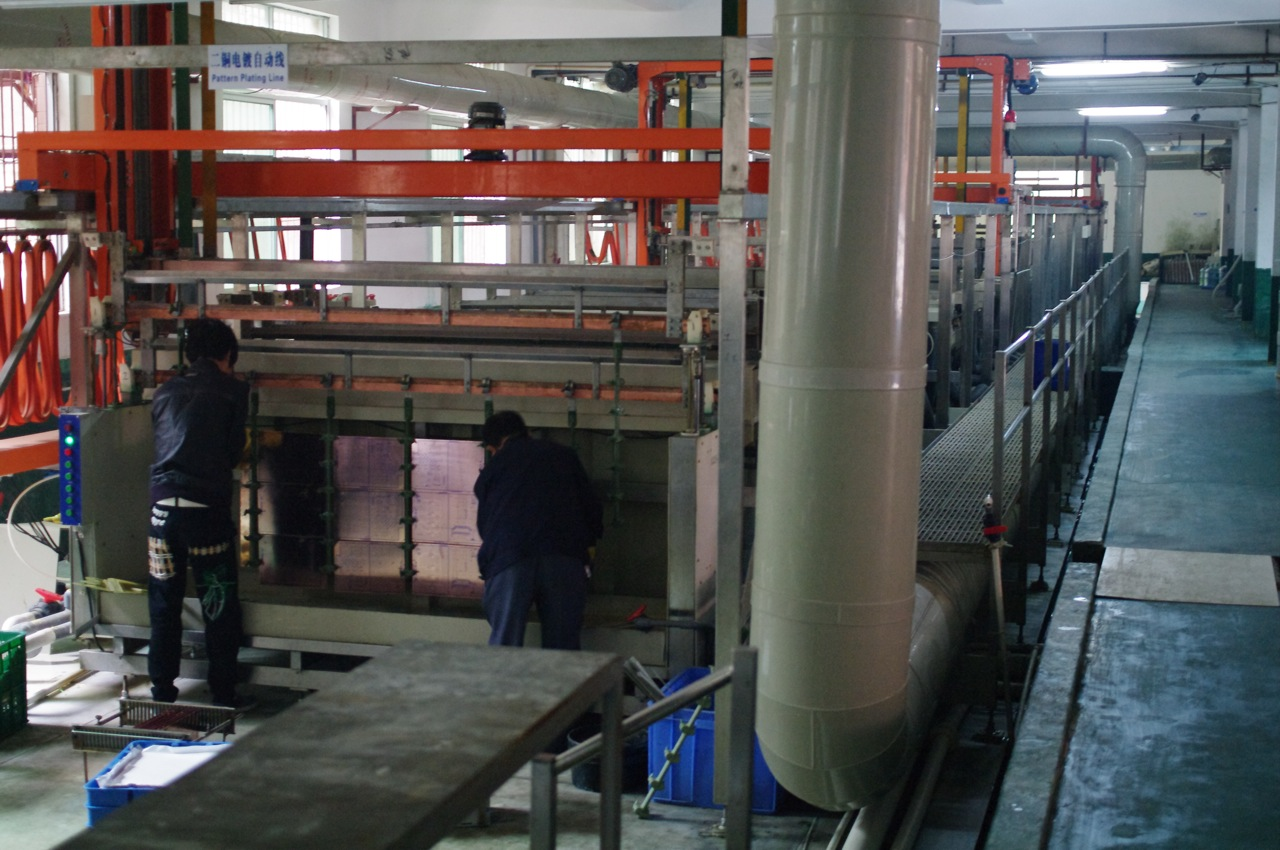
Обладнання по виготовленню покритих міддю пластин для друкованих плат

Схема устаткування електролітичного осадження міді

Мі́днення (англ. coppering, copper cladding (deposition)) — нанесення мідних покриттів хімічним, гальванічним (електрохімічним) або металургійним методом на попередньо підготовлені поверхні виробів зі сталі, цинку, цинкових та алюмінієвих сплавів, а також неметалів.

## Використання
Міднення часто застосовується для захисту окремих ділянок сталевих виробів від цементації (навуглецьовування), котрі у подальшому підлягають обробці різанням. Найпоширенішою областю застосування міднення є захисно-декоративне хромування сталевих або цинкових виробів, при якому мідь грає роль проміжного шару, по якому наноситься шар нікелю, а на нього дуже тонкий (~ 0,25 мм) шар хрому.
Міднення застосовують також, при виготовленні барельєфів, хвилеводів, труб, копій з металевих і неметалевих оригіналів тощо.
Хімічне міднення знайшло застосування у виробництві друкованих плат. Воно застосовується для металізації наскрізних отворів простих і багатошарових двосторонніх друкованих схем. При металізації пластмас на них спочатку наносять мідь хімічним способом що виконує роль струмопровідного підшару, який нарощують електрохімічно, а потім, також електрохімічно осаджують декоративні і корозійно-стійкі нікелеві, хромові та інші покриття. Металізація пластмас забезпечує покращення зовнішнього вигляду виробів та оберігає пластмаси від старіння.

## Методи міднення
Процес хімічного міднення базується на відновленні міді з його комплексної солі формальдегідом в лужному середовищі за рівнянням:
Cu2+ + 2HCOHO + 4OH- = Cu + H2 + 2HCOO- + 2 H2O.
Розчини хімічного міднення можуть бути концентровані (швидкої дії) і неконцентровані (повільної дії). Концентрація солей двовалентної міді, що входять до складу розчину, забезпечує потрібну швидкість міднення. Основним відновником є формальдегід. Як відновник також можна застосовувати гіпофосфіт і гідразин, але вони менш зручні, тому що їх відновлювальні властивості виявляються лише при підвищеній температурі.
При електрохімічному мідненні мідь наносять в спеціальних гальванічних ваннах, в яких анодами є мідні пластини, а катодами заготовки, що підлягають покриванню. Процес полягає в окисленні атомів міді до іонів, які пересуваючись в електроліті відновлюють на катоді до металічної міді і осаджуються на його поверхні.
На аноді проходять реакції: Cu0 — 2 e → Cu2+ та Cu0 — е → Cu+.
При електролізі на катоді відбуваються такі електрохімічні реакції: Cu2+ + 2 e → Cu0 ; Cu 2+ + e → Cu+ та Cu+ + e → Cu0.
В електрохімічних методах розрізняють два типи мідних електролітів, що використовуються для міднення: кислі та лужні. Цинкові вироби складної форми мідняться лише в лужних (ціанідних) електролітах.
Сталеві дріт та стрічку покривають міддю, використовуючи електролітичні або металургійні способи. Електролітичне міднення проводять у нетоксичному пірофосфатному електроліті.
Металургійний спосіб нанесення міді на дріт (отримання біметалевого сталевомідного дроту) полягає у встановленні сталевого стрижня у мідний виливок з подальшим його вальцюванням та волочінням. Недолік способу — нерівномірний розподіл мідного покриття у поперечному перерізі дроту; велика витрата міді на одиницю готової продукції; розчинення заліза і міді у процесі зварювання зі сталлю, що різко знижує електропровідність та супроводжується перевитратою міді.
Для виготовлення найтоншого сталевомідного дроту з високою електропровідністю і міцністю використовують електролітичне міднення заготовки і подальше волочіння її на дріт заданого розміру. При цьому в залежності від необхідних механічних та електротехнічних властивостей готового дроту на заготовку наносять шар міді від 20 до 40% (об'ємних). При виробництві сталевомідної стрічки для електротехнічної промисловості на смугу наносять мідь також електролітичним способом. Така технологія дозволяє отримувати стрічку з перетином 0,1 х (10…30) мм з високими механічними та електротехнічними властивостями.
При волочінні сталевого дроту вихідну заготовку часто міднять контактним способом, занурюючи її в розчин мідного купоросу. У цьому випадку мідь на поверхні заготовки виконує роль змащувального покриття, яке зменшує зусилля волочіння.